# Malton (England)
Malton ist eine Landstadt in der englischen Unitary Authority North Yorkshire. Malton hat etwa 4000 Einwohner.

## Geographie
Malton befindet sich im Osten der Grafschaft in den Howardian Hills sowie am nordwestlichen Ufer des Derwent gelegen, etwa 30 km nordöstlich von York, 35 km südwestlich von Scarborough, 60 km nordwestlich von Kingston upon Hull sowie 70 km südöstlich von Middlesbrough.

## Geschichte

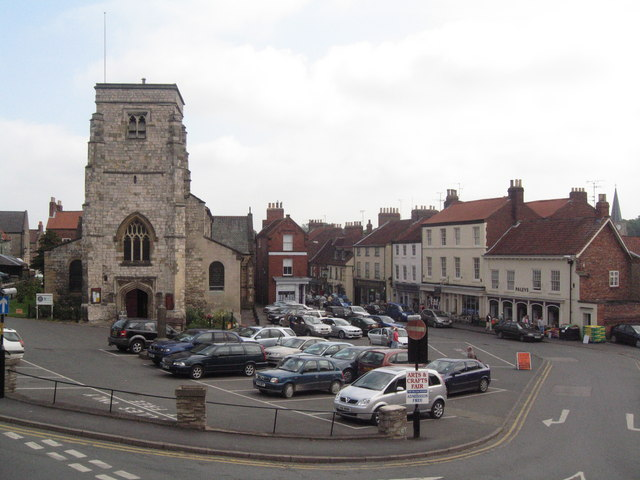
Stadtkern

Bereits zu antiker Zeit existierte auf dem Gebiet Maltons eine Siedlung, die vor allem in der zweiten Hälfte des ersten Jahrhunderts prosperierte. Eine Dokumentation hierüber kann im Heimatmuseum besichtigt werden, welches im Rathaus untergebracht ist. Im Zuge des Verfalls des Imperium Romanum wanderte die römische Besatzung in den Jahren nach 367 n. Chr. allmählich ab, und ab 405 war die Siedlung vollkommen verlassen und verwahrlost.
Von 1640 bis 1868 wurde Malton durch zwei Abgeordnete im britischen Unterhaus vertreten. Darunter befand sich auch der Politiker und Philosoph Edmund Burke. Von 1868 bis 1885 wurde Malton von einem Abgeordneten vertreten.
Von 1974 bis 2023 war Malton Verwaltungssitz des District Ryedale innerhalb der Grafschaft North Yorkshire.

## Kultur und Sehenswürdigkeiten
Bei Malton befindet sich das Flamingo Land Resort, ein großer Tier- und Freizeitpark. Mit 1,8 Millionen Besuchern im Jahr befindet er sich auf Rang zwölf der meistbesuchten Freizeitparks in Europa.

## Wirtschaft und Infrastruktur

### Verkehr

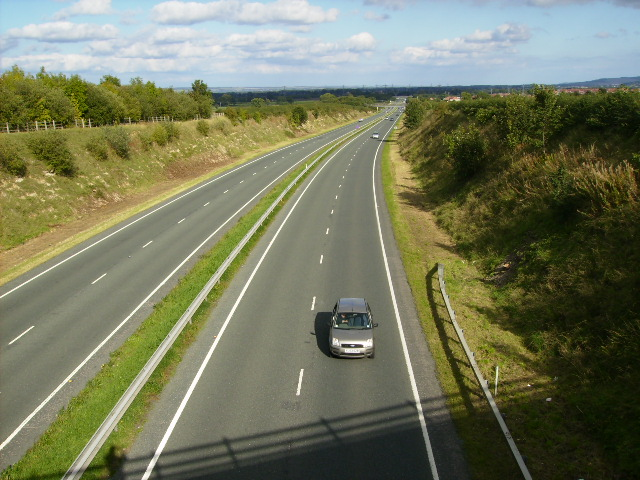
A64, Blickrichtung Scarborough

Malton befindet sich an der Fernstraße A64 (Leeds–Scarborough) sowie an der A169, die nach Norden über Pickering nach Whitby führt. Seit 1979 führt eine neue Trasse der A64 mit zwei getrennten Richtungsfahrbahnen nordwestlich um die Stadt herum, um den Durchgangsverkehr in der Stadt zu mindern. Die B1248 führt in Richtung Driffield und nach Beverley in East Riding of Yorkshire.
Der Bahnhof von Malton ist eine Station an der von First TransPennine Express betriebenen Bahnstrecke York–Scarborough und befindet sich am gegenüberliegenden Ufer des Derwent im Stadtgebiet von Norton-on-Derwent. Es besteht ein stündlicher Bahnanschluss nach Scarborough (nordöstlich) sowie nach York, Leeds, Manchester und Liverpool (südwestlich). Es bestehen Pläne einer Reaktivierung der Strecke von Malton nach Pickering, wodurch eine direkte Bahnverbindung nach Whitby hergestellt würde.
In Malton hat das überregional operierende Busunternehmen Yorkshire Coastliner seinen Sitz. Es bietet Busverbindungen auf einer Strecke von Leeds über York und Malton nach Pickering und Whitby sowie nach Scarborough und Bridlington an. Des Weiteren bestehen mehrere lokale Buslinien unter anderem nach Castle Howard und umliegenden Dörfern.

### Bildung
In Malton existieren zwei weiterführende Schulen: Die 1547 gegründete Malton School sowie das Norton College. Außerdem existieren drei Grundschulen in der Stadt.

## Geboren in Malton
- Alan Brown (1919–2004), Rennfahrer und Rennteambesitzer